# Yuttakarn Prab Nang Marn
Yuttakarn Prab Nang Marn (tailandés: ยุทธการปราบนางมาร, inglés: Devil Angel) es una serie de televisión tailandesa producida por GMM TV y emitida por GMM 25 desde el 14 de noviembre de 2018 hasta el 10 de enero de 2019.

## Sinopsis
Rumpaphat tiene que tomar el lugar de su padre como productor ejecutivo de una productora de cine. Su nombre significa ángel, pero todos la miran como el demonio. Puede golpear a todos con sus ojos y matarlos con sus palabras. Yuttakarn, que es jugadora y astuta, es su nueva secretaria. Él necesita sofocarla con su plan.

## Reparto

### Personajes principales
- Pimchanok Luevisadpaibul como Rumpaphat Krittayapongsakorn (Rumpa)
- Sattaphong Phiangphor como Yuttakarn (Yuti)

### Personajes secundarios
- Laphasrada Chuaykua como Paweeda (Da/Mae Pada)
- Pete Thongchua como Ronnachai Krittayaphongsakorn (Chai/Por Rumpaphat)
- Prachakorn Piyasakulkaew como Simon
- Nara Thepnupha como Paphada (Da)
- Ramavadi Nakchattri como Orathai (On)
- David Asavanond como Frank (Friend Ronnachai)
- Nathapatsorn Simasthien como Ailada (Ai)
- Kittiphong Tantichinanon como Pen Nung (Nung)
- Ornarnich Peerachakajornpat como Samsib (Sam)
- Rusameekae Fagerlund como Chucheep
- Siraphop Somphon como Tong